# イースト・ロンドン・サーキット
イースト・ロンドン・サーキット(East London Circuit)又はプリンス・ジョージ・サーキット(Prince George Circuit)は南アフリカ、東ケープ州イースト・ロンドンにあるサーキット。
1962年、1963年、1965年にF1南アフリカGPが開催された、港沿いの幅の狭いサーキット。元々は23.4kmのロングコース。1936年に17.7kmに縮小され、その後1959年にF1の規格に合わせるため現在の形となった。やがてF1を開催するには小さすぎるようになり、南アフリカのレースの中心地はキャラミへと移されていった。